# Сарата (Черновицкая область)
Сарата (укр. Сарата) — село в Селятинской сельской общине Вижницкого района Черновицкой области Украины.
До 2020 года входило в Путильский район
Население по переписи 2001 года составляло 93 человека. Почтовый индекс — 59134. Телефонный код — 3738. Код КОАТУУ — 7323586005.